# Ardovo
Ardovo (maďarsky Pelsőcardó) je obec na Slovensku v okrese Rožňava. Přímo v obci se nachází vyvěračka vody (Ardovská vyvieračka) a jeden kilometr jižně od vesnice národní přírodní památka Ardovská jeskyně.

## Historie
První písemná zmínka o vesnici pochází z roku 1243.

## Pamětihodnosti
Z kulturních památek se zachoval klasicistní kostel s barokně klasicistním oltářem, postavený roku 1788 na nejvyšším bodě vsi. Kulturní památkou je také Matéův dům, sedlácký domek z roku 1852, ve kterém se nachází výstava starožitností.